# Look now
Look now is het dertigste studioalbum van  de Britse zanger, liedschrijver, producer en multi-instrumentalist Elvis Costello. Op dit album wordt hij onder meer begeleid door zijn band The Imposters, die eerder bekend stond onder de naam The Attractions.
Elvis Costello heeft in 1977 zijn eerste album My aim is true uitgebracht . Met dat album had hij veel internationaal succes, evenals met de opvolgers This year’s model (1978) en Armed forces (1979). In het begin speelde hij vooral new wave . Na deze drie albums ging hij op zoek naar een nieuwe muzikale stijl en speelde o.a. soul, country en jazz. Hij heeft albums opgenomen met het klassieke kamerorkest Brodsky Quartet, jazz musicus Burt Bacharach, klassieke zangeres Anne Sofie von Otter en funk/rhythm-and-blues muzikant  Allen Toussaint .

## Muziek
Het album begint met het up-tempo nummer Under lime.  De volgende nummers Don’t look now en Photographs can lie zijn ballads. Brown sugar is so bitter maakt al jaren deel uit van het live-repertoire van Costello, maar staat nu voor het eerst op een sudioalbum. Mr. and mrs. Hush heeft elementen van soul en zuid-amerikaanse muziek. Sommige nummers hebben soul-invloeden, zoals Suspect my tears (dat ook op single is verschenen). Alle nummers zijn geschreven door Elvis Costello, behalve als het anders staat vermeld.

## Tracklist
1. Under lime (5:35)
2. Don’t look now – muziek Burt Bacharach/ tekst: Elvis Costello (2:28)
3. Burnt sugar is so bitter – muziek: Carole King/tekst: Elvis Costello (4:16)
4. Stripping paper (3:52)
5. Unwanted number (3:33)
6. I let the sun go down (4:26)
7. Mr. and mrs. Hush (3:46)
8. Photographs can lie – muziek: Burt Bacharach/tekst: Elvis Costello (3:38)
9. Dishonor the stars (3:18)
10. Suspect my tears (4:49)
11. Why won’t heaven help me? (3:22)
12. He’s given me things – muziek: Burt Bacharach/tekst: Elvis Costello (4:11)

Dit album is verschenen als CD, LP (vinyl) en DeLuxe CD (met vier  bonustracks):
1. Isabelle in tears (4:02)
2. Adieu Paris (l’envie de étoiles) ( 3:31)
3. The final mrs. Curtain (2:58)
4. You shouldn’t look at me that way (4:31)

## Muzikanten
De componist/pianist Burt Bacharach speelt piano op de nummers Don’t look now en Photographs can lie. Hij heeft eerder samen met Elvis Costello het album Painted from memory opgenomen.  De geluidstechnicus en producer Sebastian Krys, die dit album samen met Elvis Costello heeft geproduceerd, speelt percussie op Photographs can lie.  Dit is het eerste album in tien jaar, waarop the Imposters mee spelen. Verder wordt er onder meer meegewerkt aan dit album door een uitgebreide strijkers- en blazerssectie.

### Elvis Costello
- Elvis Costello – solo zang (tracks 1 tm16), achtergrondzang (tracks 1, 3, 5 tm 7, 9 tm 11, 15), elektrische gitaar (tracks 1, 2, 3, 5 tm 14, 16), akoestische gitaar (tracks 1,3,4,6,9,11), 12-snarige gitaar (track 1), spaanse gitaar (tracks 3, 15), slide gitaar (track 6), vibrafoon (tracks 1, 9, 10, 15), celesta (tracks 4, 12, 16),  klokkenspel (tracks 4, 13), piano (tracks 5, 9, 13, 16), elektrische piano (track 7), orgel (track 9), synthesizer (track 5),  fluiten (track 6), arrangement  blazers (tracks 1, 3, 7, 15), arrangement  zang (tracks 1, 3, 5 tm 7, 10, 11) orkestratie (tracks 6, 10, 12).

### The Imposters
- Steve Nieve –Fender Rhodes, keyboards, mellotron, piano (tracks 1 tm 16)
- Pete Thomas – drums, percussie, tamboerijn (tracks 1 tm 12,  14 tm 16)
- Davey Faragher – bas (tracks 1 tm 12,  14 tm 16)

### Gastmuzikanten
- Burt Bacharach – piano (tracks 2 en 8)
- Sebastian Krys – percussie (track 8)
- Neils Larsen – orgel, piano (track 14)
- Les Kasprzak – dubbele bas (track 16)
- Sheryl Henze – fluit, piccolo (tracks 1, 3, 4)
- Doug Wieselman - tenorsaxofoon, baritonsaxofoon (tracks 1, 3, 4, 7, 15)
- Clark Gayton – trombone, bas trombone (tracks 1, 3, 7, 15)
- Steve Bernstein – piccolo, trompet (tracks 1, 3, 7, 15)
- Michael Rabinowitz – fagot (tracks 1, 10)
- Lawrence Feldman – altsaxofoon (track 4)
- Christopher Komer – hoorn (instrument)-(tracks 4, 6)
- Mark McGregor – alt fluit (track 16)
- A. K. Coope – bas klarinet (track 16)
- Brad Turner – hoorn (track 16)
- Robert Chausow – concertmeester, viool (tracks 6, 10,  12)
- Erik Friedlander –cello (tracks 6, 10, 12)
- Cyrus Beroukhim, Louise Owen, Antoine Silverman, Claire Chan – viool (tracks 6, 10, 12)
- Katarzyna Bryla, Christopher Cardona – altviool (tracks 6, 10, 12)
- Juliet Haffner – contractor, altviool (tracks 6, 10, 12)
- Mark Ferris – viool (concertmeester) (track 16)
- Finn Manniche, Olivia Blender – cello (track 16)
- Henry Lee, Isabelle Roland, Markus Takizawa – altviool (track 16)
- Cameron Wilson, Domagoj Ivanovic, Ken Lin, Rick Dorfer, Yun Jung – viool (track 16)
- Davey Faragher – zang arrangementen, achtergrondzang (tracks 1, 3, 5, 6, 7, 10, 11)
- Tommy Faragher – achtergrondzang  (tracks 1, 6, 7)
- Kitten Kuroi – achtergrondzang (tracks 3, 5, 10, 11)
- Briana Lee – achtergrondzang  (tracks 3, 5, 10, 11)

## Productie
Dit album  is opgenomen in diverse studio’s: 
- EastWest Studios - Hollywood
- United Record Studios – Hollywood
- The Village Studios - Los Angeles
- Red Star Recording - Los Angeles
- Electric Lady Studios -  New York
- Sullivan Street Studios – New York
- Armoury Studio – Vancouver
- Studio de la Grande Armée – Parijs

Het album is gemixt door Sebastian Krys, die samen met Elvis Costello de plaat ook geproduceerd heeft. De productie assistentie is verzorgd door Doug Emery, Duarte Figueira, Joel Hodson en Jeremy Levi. De opnames zijn gemaakt door John Paterno en Guillaume Lejault De geluidstechnici waren Ron Taylor, David Kalish, Tim Sonnefeld en Paul Silveira  en de assistent geluidstechnici Spencer Bleasdale, Scott Moore, Kerry Pompeo, Seth Presant en Chaz Sexton. Gitaar technicus was Tim Mech.  De plaat is uitgebracht op Concord Records, eigendom van de jazz producer Carl Jefferson.
Op de albumhoes staat een tekening van een vrouwenportret (profiel). De titel van het album staat in rode letters afgedrukt, met een groene achtergrond.  De lay-out is verzorgd door Coco Shinomiya  en de illustraties door Eamonn Singer.
You shouldn’t look at me that way is afkomstig uit de speelfilm Stars don’t die in Liverpool, van regisseur  Paul McGuigan uit 2017 (hoofdrol Annette Benning en Jamie Bell). Unchanted number komt uit de film Grace of my heart uit 1996 onder regie van Allison Anders (in de hoofdrol:  Illeana Douglas).
Look now werd door de site AllMusic gewaardeerd met vier sterren (maximaal vijf). Het album behaalde de hitparade in een groot aantal landen.
Dit zijn voorlopige cijfers; het album staat ten tijde van aanmaak van de tabel nog in de albumlijsten.
| land                | piek |
| ------------------- | ---- |
| België (Vlaanderen) | 6    |
| Schotland           | 8    |
| Groot-Brittannië    | 14   |
| Spanje              | 17   |
| Oostenrijk          | 21   |
| Duitsland           | 32   |
| Nederland           | 35   |
| Zwitserland         | 37   |
| Zweden              | 40   |
| Portugal            | 46   |
| Verenigde Staten    | 50   |
| Canada              | 62   |
| België (Wallonië)   | 96   |